# عبد الناصر وضاح
عبد الناصر وضاح (13 سبتمبر 1975 في فرنسا - ) هو مدرب كرة قدم ولاعب كرة قدم جزائري في مركز الوسط، شارك في كأس الأمم الأفريقية 2004. وشارك مع منتخب الجزائر لكرة القدم. أما مع النوادي، فقد لعب مع نادي أجاكسيو ونادي إستر ونادي سيدان ونادي شاتورو ونادي مونبلييه ونادي ميتز ونادي نانسي ونادي نيور وSAS Épinal ‏.

## وصلات خارجية
- عبد الناصر وضاح على موقع رابطة كرة القدم الفرنسية للمحترفين (الإنجليزية)
- عبد الناصر وضاح على موقع قاعدة بيانات كرة القدم.إي يو (الإنجليزية)
- عبد الناصر وضاح على موقع ناشيونال فوتبول تيمز (الإنجليزية)